# علی بن محمد صلیحی
ابی الحسن علی بن محمد الصلیحی مؤسس دولت صلیحیان، در یمن بود که میان سال‌های ۱۰۴۷ تا ۱۰۸۴ میلادی حکومت داشت. او برخلاف پیشینهٔ سنی مذهب خاندانش، مردم را به مذهب اسماعیلیه دعوت کرد و با قیام علیه حاکمان زیدی و کشتن ابوالفتح دیلمی، توانست بر سراسر یمن چیره گردد.